# 克雷默橋
克雷默橋（德語：Krämerbrücke）是位於德國圖林根州城市愛爾福特的一座橋樑。橋的兩側建有多座木質建築，且實際有人居住，頗為獨特。克雷默橋始建於1117年，最初是一座木質橋樑，在歷史上曾多次遭遇火災，但也得到了重建。

## 外部連結
- http://www.erfurt.de/kraemerbruecke/ （页面存档备份，存于）
- http://www.kraemerbruecke.de/ （页面存档备份，存于）
- http://www.erfurt-web.de/Krämer%5B%5D Bridge

50°58′43″N 11°01′51″E / 50.97861°N 11.03083°E